# Herb gminy Rejowiec Fabryczny
Herb gminy Rejowiec Fabryczny – jeden z symboli gminy Rejowiec Fabryczny, autorstwa Dariusza Dessauera, ustanowiony 9 lutego 1996.

## Wygląd i symbolika
Herb przedstawia na tarczy dzielonej w słup w lewym polu na błękitnym tle złoty kielich (nawiązanie do pieczęci miasta Pawłów), natomiast w czerwonym polu prawym srebrny topór (z herbu Oksza; również nawiązanie do herbu Rejowca Fabrycznego). 